# 케이터햄

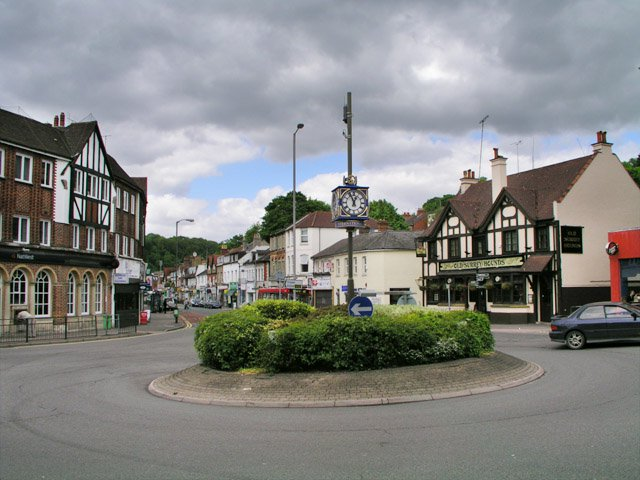

케이터햄(영어: Caterham 케이터럼[*], 영어 발음: /ˈkeɪtərəm/)은 잉글랜드 서리주 탠드리지구의 마을이다. 이 마을은 행정적으로 2개 지역으로 분리된다: Caterham on the Hill과 Caterham Valley.
이 마을은 길퍼드에서 34킬로미터, 크로이던에서 남쪽으로 10킬로미터 지점의 A22 로드 가까이에 위치한다. Caterham on the Hill은 서쪽 계곡 위에 위치해 있다.